# Епоха Регентства

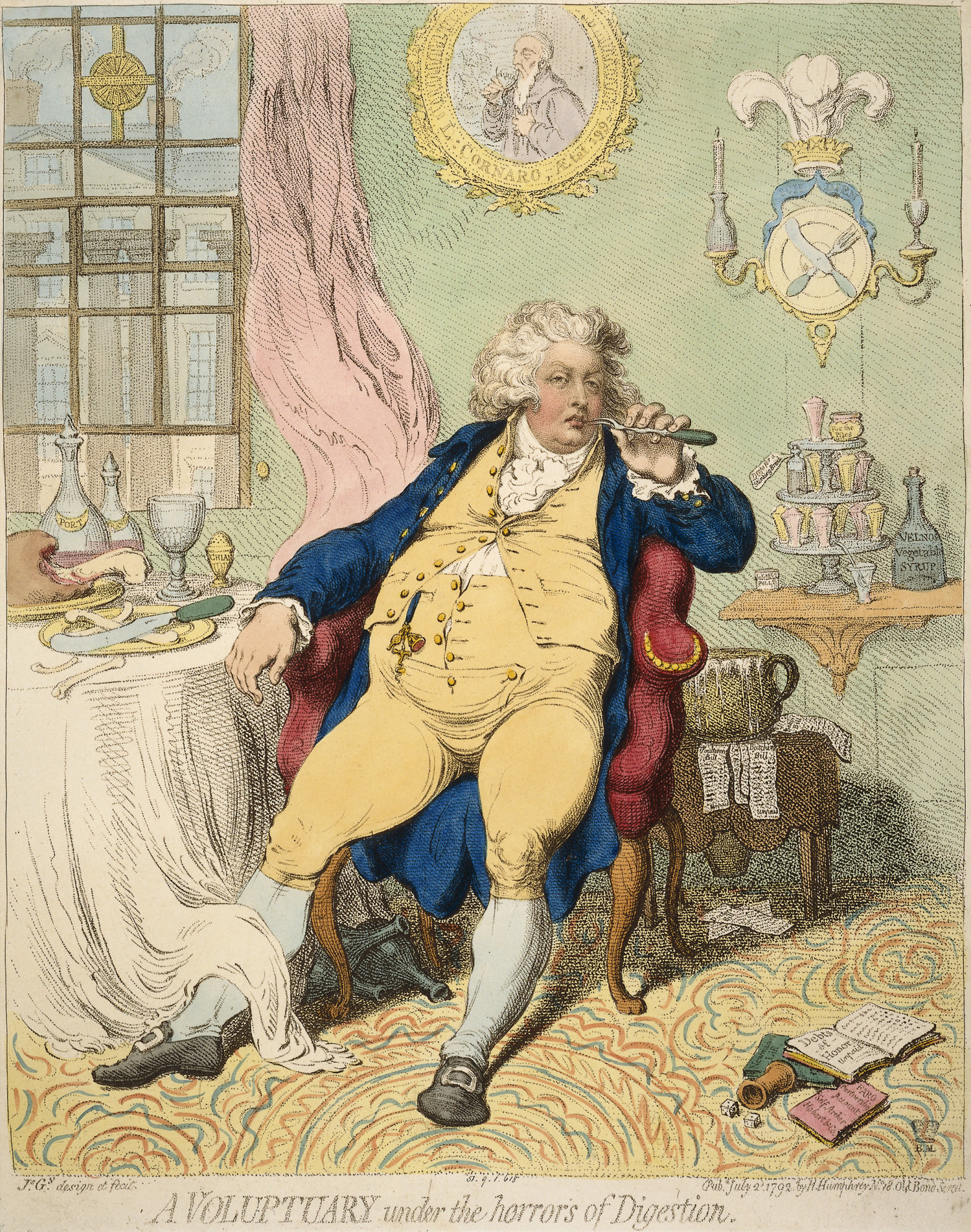
Принц-регент на ранок після нічних гулянь. Карикатура Джеймса Гілроя

Епо́ха Ре́гентства — назва періоду в британській історії з 1811 по 1820 роки. Протягом цього часу принц-регент, в майбутньому король Георг IV, правив державою через недієздатність свого батька Георга III. Підперіод георгіанської епохи.

## Загальний опис
Саме з періоду правління принца-регента, який вів розгульний спосіб життя, любив жінок, азартні ігри, в Європі починається мода на все англійське, так звана «англоманія». Ця епоха стала початком появи «денді» — чоловіків, які дуже скрупульозно ставилися до свого зовнішнього вигляду, поведінки та манер, притаманних вищому світу. Одним з перших денді був Джордж Браммел — законодавець мод та вишуканих смаків великосвітської Англії. В цей час на континенті панували стилі ампір і рококо, але в Англії вони набули своїх особливостей. Яскравим представником англійської архітектури того часу був Джон Неш.

## Зовнішня політика
В цей період у Британії була гостра економічна криза, викликана континентальною блокадою Наполеона Бонапарта. Перемога під Ватерлоо покінчила з владою Наполеона. Зміна політичної диспозиції була формально закріплена на всеєвропейській конференції — Віденському конгресі. Сполучене Королівство мало великий вплив на рішення Віденського конгресу. Згідно з заключним документом Велика Британія утвердила свою комерційну і промислову гегемонію в Європі. Велика Британія приєднала до себе колишні голландські й іспанські колонії: Капську колонію, Цейлон, Британську Гвіану, Тринідад, Мальту, а також отримала протекторат над Іонічними островами, які стали її стратегічною базою у східній частині Середземного моря.
Експансіоністська політика Великої Британії підштовхнула її до недовгої війни зі Сполученими Штатами в 1812–1815 роках, яка, втім, закінчилася без жодних територіальних змін.

## Внутрішня політика
Після завершення наполеонівських війн економіка Великої Британії переживала тимчасовий спад. Експорт товарів з Великої Британії значно скоротився. Тимчасове скорочення збуту товарів призвело до скорочення їх виробництва та збільшення безробіття в країні. Завершення війни супроводжувалося падінням цін на хліб та на інші сільгосппродукти. На внутрішньому ринку збіжжя продавалось за високими цінами, оскільки лендлорди прийняли низку законів, які забороняли ввезення дешевого хліба, таким чином підтримуючи економічний протекціонізм. Населення страждало від дорожнечі. Англійська промислова буржуазія вороже ставилася до цих законів, оскільки високі ціни на хліб заважали зниженню зарплатні і збагачували лендлордів, зміцнюючи позиції останніх у парламенті. Джерелом збагачення фінансової буржуазії були позики, які надавалися урядові під високі відсотки. Уряд, у свою чергу, підвищував податки населенню, що приводило до зубожіння простолюду.

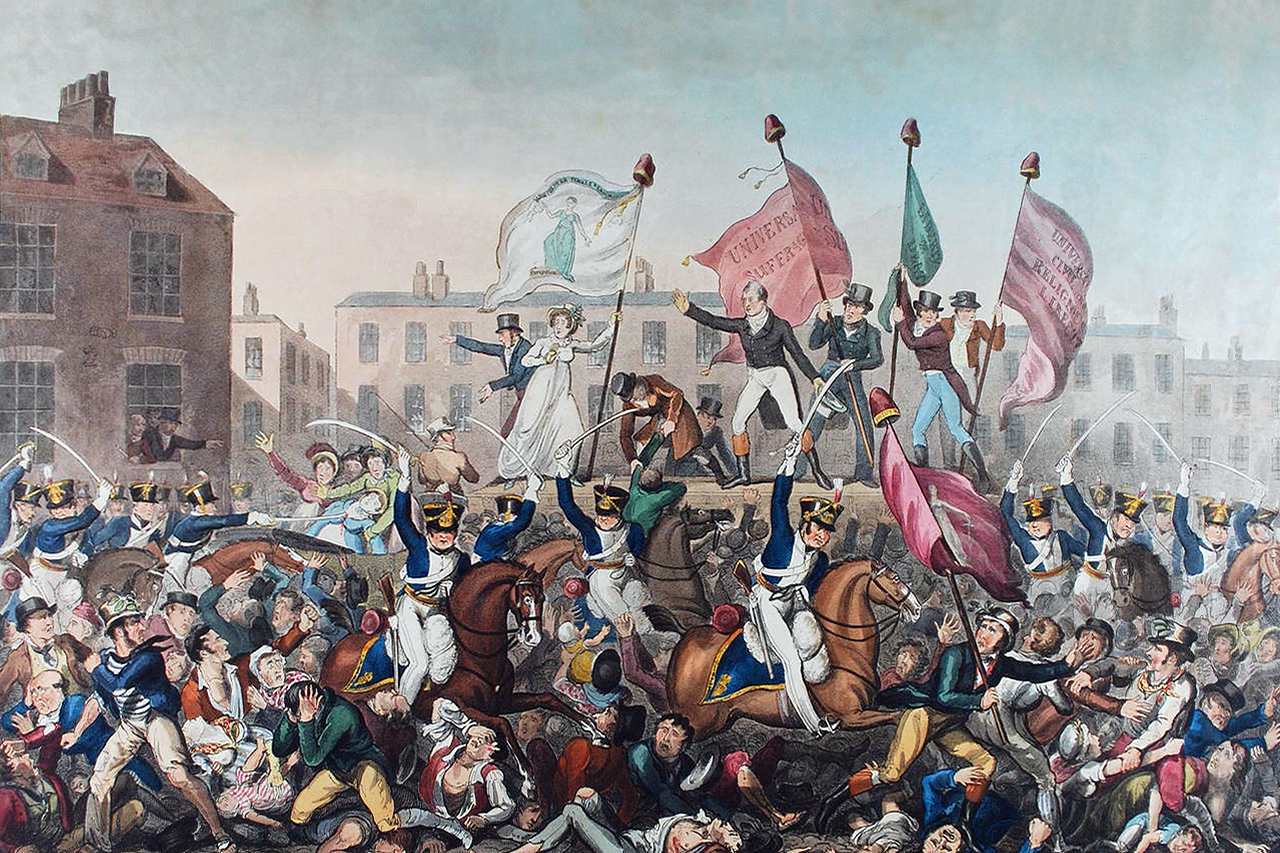
«Битва при Пітерлоо»

На політичному рівні в країні посилився рух за загальне виборче право і проти «гнилих містечок». 1811 році у Великій Британії почався масовий рух робітників — луддизм. Уряд жорстоко придушив ці виступи (1812), засудивши вісьмох осіб до смертної кари через повішення, сімнадцятьох членів руху до семи років тюремного ув'язнення і ще сімох до шести місяців ув'язнення. 1816 рік для уряду був дуже неспокійним. По всій країні відбувались масові виступи луддитів (Бірмінгем, Ньюкасл, Лондон, Глазго). У 1818 році демократичний рух у країні набув масового характеру. Парламенту ставили вимоги реформувати виборче законодавство, скасувати закон про мито на зерно, а також скасувати закон, який забороняв федерації трудящих.
У 1819 році ринок був перенасичений продукцією — виникла промислова депресія. Становище робітників помітно погіршилось. Хвилювання в країні не припинились. 16 серпня 1819 року робітники та буржуа організували мітинг з вимогою прийняття загального виборчого права. Цей мітинг проходив у Манчестері на площі святого Петра, в ньому взяли участь близько 80 тисяч людей. Незважаючи на те, що це була мирна демонстрація, уряд застосував поліцію, а потім війська — гусарів. За різними оцінками було вбито від 11 до 15 людей, від 400 до 700 осіб отримало поранення. Цю розправу над беззбройними робітниками народ іронічно назвав «битвою при Пітерлоо» за аналогією з битвою при Ватерлоо, в якій брали участь ті самі гусари, які розганяли мітинг.

## Відомі особистості
- Джордж Браммел
- Лорд Байрон
- Колрідж
- Вальтер Скотт
- Персі Біші Шеллі
- Джейн Остін
- Герцог Веллінгтон
- Адмірал Нельсон
- Леді Гамільтон
- Джон Кітс
- Джон Дальтон